# Visual Facilitation
Visual Facilitation ist die verantwortliche visuelle Begleitung von Gruppenprozessen. Prozess, Inhalte  und Ergebnisse werden in visueller Sprache, d. h. in Kombinationen von Text, Bild und Containern sichtbar gemacht. Einsatzgebiete sind alle Arten von Veranstaltungen (vom kleinen Meeting mit Teammitgliedern bis hin zur Großgruppenveranstaltung mit einigen hundert Teilnehmenden und Foren), Lehre und Forschung. Es gibt verschiedene Stile und Formate. Meist werden einfache Bilder und Metaphern verwandt.

## Herkunft
Um 1950 begannen Architekten des Büros CRSS in Texas die Aussagen ihrer Klienten grafisch auf kleinen Karten aufzunehmen, für die Analyse, Kommunikation und Dokumentation der erhobenen Daten. Die Karten wurden zu Bildwänden zusammengefasst, nach spezifischen Kriterien geordnet. 1969 veröffentlichten sie ihre Methodik unter dem Titel „Problem Seeking“, ein Standardwerk für die Zusammenarbeit von Laien und Architekten.
Unabhängig davon begannen in den 1970er Jahren Designer und Architekten in Kalifornien, später vor allem Consultants und Facilitators, Gruppenprozesse in großen Wandbildern sichtbar zu machen und damit zu unterstützen. Die Idee dahinter: Gruppen arbeiten in Dialog- und Planungsprozessen effektiver zusammen, wenn sie ihren eigenen Prozess grafisch verfolgen und überblicken können. Alle können die Zusammenhänge sehen und sich über deren Bedeutung verständigen. Am Ende eines Meetings entsteht eine Art visualisiertes Gruppengedächtnis (Group Memory), das jederzeit unter Zuhilfenahme der Visualisierungen aktiviert und zur Weiterarbeit genutzt werden kann.
In dieser Zeit entstanden in Workshops und Meetings die ersten visualisierten Wandzeitungen und Zeitlinien, Collagen, Mandalas und Maps.
David Sibbet, einer der Pioniere dieser Zeit (mit ihm Geoff Ball, Fred Lakin, Jim Channon, Nancy Margulies), entwickelte eine Art Grammatik für Visualisierung (Group GraphicsTM Keyboard). Er gründete 1977 in San Francisco „Graphic Guides, Inc.“, in den 1990er Jahren wurde daraus „The Grove Consultants International“.
Das Zusammenspiel zwischen Moderation auf der einen Seite und Visualisierung auf der anderen Seite breitete sich aus, fast ausschließlich in der Form großer Wandbilder. Seit 1995 wurden in Kalifornien jährliche Treffen der Visualisierer unter dem Namen IFVP „International Forum of Visual Practitioners“ veranstaltet, 2001 wurde der Verband unter diesem Namen offiziell eingetragen. IFVP als auch die International Association of Facilitators sind damit die global als auch in Deutschland agierenden Verbände für die Berufsfelder Visual Facilitation und Graphic Recording.
Bei Visual Facilitation handelt sich um ein Beratungs- und Interaktions-Tool für Gruppen und Meetings, allerdings werden heute auch oft Konferenzen mit Graphic Recording begleitet. Die Entwicklung gewann ab den 1990er Jahren auch in Europa Momentum. Verschiedene Visualisierer begannen, dieses neue Berufsfeld aufzubauen, vor allem in der Reihenfolge der Firmengründungen Reinhard Kuchenmüller und Marianne Stifel (VISUELLE PROTOKOLLE®) auf den Spuren von CRSS mit kleinen Karten; Ursula Arztmann (Innovation Factory), Martin Haussmann (Kommunikationslotsen), Ole Qvist-Sørensen (Bigger Picture) und Mathias Weitbrecht (Visual Facilitators), alle mit großen Wandbildern. Seither hat sich das Berufsfeld auch hier wesentlich erweitert. Visualisierung ist inzwischen ein eigenes Berufsfeld, entstammend den oben beschriebenen Wurzeln aus Facilitation, Prozessbegleitung und Organisationsentwicklung. Visualisierung entstammt zwar den kreativen Bereichen Architektur und Design, wurde aber ähnlich wie Design Thinking im Beraterumfeld methodisiert. Als Visual Facilitation liegt der Fokus nicht auf dem Bild oder dem Zeichnen, sondern auf dem Prozess. Im Graphic Recording oder Visual Storytelling hingegen kommt dem Visuellen eine ähnliche kommunikationsorganisierende Instanz zu wie einer Infografik. Wenngleich ein Grundbestandteil der Methoden Visual Facilitation und Graphic Recording darin besteht, dass man sich als Visualisierender inhaltlich neutral verhält (inkl. der persönlichen Beurteilung und Verändern des Gehörten oder der Inhalte), so führt die Gestaltung und Organisation der Inhalte zu einem urheberrechtlich geschützten Ergebnis (gemäß KSK). Insofern bewegt sich das Berufsbild im Spannungsfeld zwischen Beratung (Dienstleistung) und Urheberschaft (schöpferischer Tätigkeit). Das Berufsfeld hat sich durch den Zustrom von visuell ausgebildeten Illustratoren insbesondere in Deutschland qualitativ erweitert.

## Einsatzmöglichkeiten
Überall wo sich Menschen treffen, um miteinander Dinge zu erarbeiten, zu besprechen und zu planen, ist Visualisierung sinnvoll. Sei es in Meetings, Tagungen, Konferenzen, Seminaren, Trainings und Workshops, sei es in Lehre, Studium, Forschung und Entwicklung. Insbesondere im Unterricht wird der Einsatz von Bildern, von Visualisierungen trotz der Vielfalt an Möglichkeiten noch wenig eingesetzt. U.a. gehören Lernplakate, das Entwerfen von Lernlandschaften, die Entwicklung einer Bildsprache, der Umgang mit Bildern in seiner ganzen Vielfalt hierher. Visuelle Lernlandschaften können dabei den Prozess des Action Learning, des entdeckenden und erforschenden Lernens bis hin zum Prototyping fördern und unterstützen. Es sind vielfältige Formen und Namen im Gebrauch:
Communication Graphics, Custom Chart Work, Group Graphics, Information Architecture, Interactive Graphics, Learning Maps, Murals, Reflective Graphics, Road Mapping, Template Design, Scribing, Social Architecture, Visioning, Visual Coaching, Visual Strategic Planning, Visual or Graphic Facilitation, Visual or Graphic Recording, Visual Synthesis, Visual Mirroring, Whiteboard Movies.
Die Grenzen sind fließend. Die beiden am häufigsten benutzten Definitionen werden im Folgenden erläutert.

### Graphic Recording (visuelle Dokumentation)
Graphic Recording heißt live grafisch aufnehmen bzw. festhalten (engl. to record = aufnehmen). Im Englischen sind außerdem die Begriffe Visual Recording oder Scribing gebräuchlich. Gemeint ist die Anfertigung eines visuellen Verlaufsprotokolls während einer Veranstaltung, ohne aktiv in den Prozess einzugreifen.
Graphic Recorder arbeiten in der Regel mit einem Facilitator (Moderator/Prozessbegleiter) zusammen. Graphic Recording wurde in den 1970er Jahren entwickelt, um Meetings und Gruppenprozesse prozessorientiert zu begleiten. Erst in neuerer Zeit werden auch Konferenzen und andere öffentliche Veranstaltungen damit dokumentiert. Je nach angewandter Technik entstehen beim Graphic Recording entweder großflächige Visualisierungen, die mehrere Quadratmeter umfassen können, oder Bildwände, welche sich aus vielen kleinen Bildkarten zusammensetzen. Durch die Verbreitung von Tablet-Computern, Grafiktabletts und entsprechender Software ist Graphic Recording inzwischen auch digital möglich.
Die für Ausführende notwendige Fähigkeiten für Graphic Recording liegen hauptsächlich im Prozessbegleiten, Zuhören, Verarbeiten/Filtern von Informationen, Bilden von Metaebenen und der Übersetzung mittels zeichnerischer Fähigkeiten. Graphic Recorder sind Spezialisten für Gruppenprozesse, die sie visualisieren, um dadurch die Gruppenintelligenz zu fördern. Sie können für unterschiedliche Berufe ausgebildet sein.

### Visual Facilitation (visuelle Prozessbegleitung)
Visual Facilitation ist die verantwortliche visuelle Begleitung von Gruppenprozessen. Prozess, Inhalte und Ergebnisse werden in Visueller Sprache, d. h. in Bild-Wort-Kombinationen erfasst. Der Visualisierer hört zu, nimmt das Geschehen auf und bringt den Diskurs und seine Ergebnisse Schritt für Schritt live als Visualisierung zu Papier, Kernaussagen werden herausgefiltert. Die Visualisierung wirkt als Spiegel des Geschehens direkt auf den Gruppenprozess zurück. Die live-Visualisierung kann durch vorab hergestellte Visualisierungen wesentlicher Inhalte (von Charts bis hin zu gezeichneten Filmen) ergänzt werden.
Maps (Land- und Seekarten) können als Dialogwerkzeug dazu eingesetzt werden, Prozesse spielerisch zu erproben oder um Trainingsmaßnahmen im Rahmen von Veränderungsmanagement zu unterstützen. Ein weiteres Werkzeug der Visual Facilitation ist es, die Teilnehmer zur Visualisierung ihrer inneren Bilder anzuregen und anzuleiten (Arbeit mit Templates, Malaktionen etc.).
Der Visual Facilitator vereint in sich die Rollen des Facilitators und des Graphic Recorders.